# Смирнов, Геннадий Иванович
Генна́дий Ива́нович Смирно́в (23 марта [5 апреля] 1903, Рязань — 28 июля 1938, Москва) — советский государственный деятель, председатель Госплана СССР (1937)

## Биография
Родился 23 марта 1903 года в Рязани, в семье преподавателя математики Рязанской мужской гимназии, позднее директора Муромского реального училища, статского советника Ивана Ивановича Смирнова (1872—1921) и Глафиры Арсеньевны Корюгиной (1876 — ?); внук Ивана Ксенофонтовича Смирнова (1844—1919), архиепископа Рязанского и Зарайского. Сестры: Екатерина, Наталья, Юлия, Евгения, Маргарита.
В 1916 году окончил Муромское реальное училище.

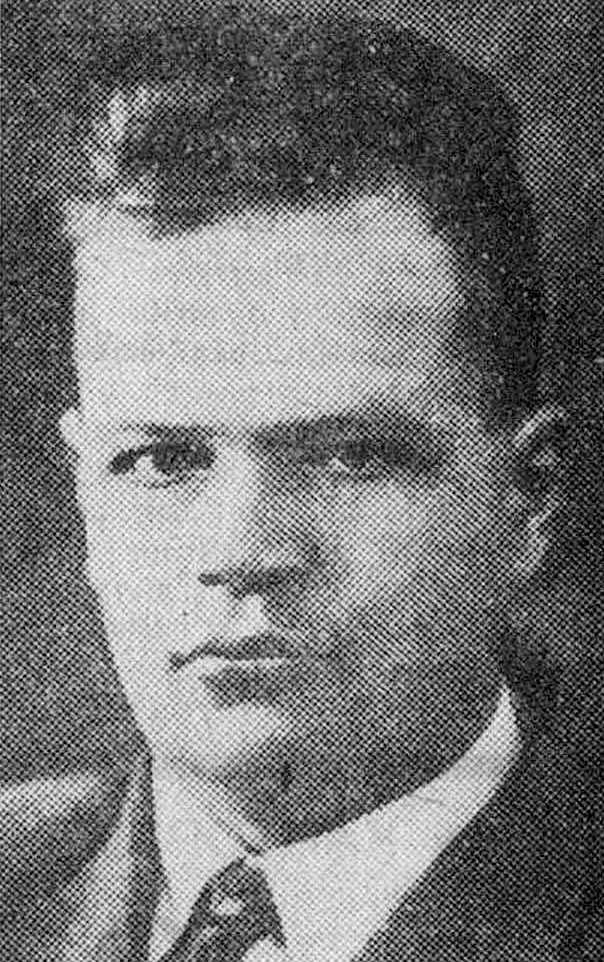
Фотография Г. И. Смирнова в газете «Известия» № 50 (26 февраля 1937)

Основные должностные назначения
1916 по 1918 год — помощник чертежника в Муромских железнодорожных мастерских, подрабатывает репетиторством.
1919 по 1920 год — член сельскохозяйственной коммуны (с. Пашково, Ардатовский уезд, Симбирская губерния).
1920 году — инструктор Ардатовского уездного комитета РКСМ.
1921 по 1923 год — заведующий отделом политического просвещения и секретарь Симбирского губернского комитета РКСМ.
1920 год — вступил в РКП(б).
1923 по 1924 год — заведующий агитационно-пропагандистским отделом Симбирского городского комитета ВКП(б), одновременно преподаватель политэкономии губернской советской партийной школы и рабфака.
1924 по 1926 год — студент Академии коммунистического воспитания им. Н. К. Крупской.
1926 по 1929 год — аспирант Института экономики РАНИОН.
1928 по 1929 год — заведующий отделом капитального строительства ВСНХ СССР.
1930 году — член Правления, заместитель Председателя правления Союзколхозбанка.
1930 по 1934 год — начальник отдела капитального строительства Госплана СССР, член Президиума Госплана СССР.
1934 по 1937 год — заместитель Председателя Госплана СССР — начальник управления сводного планирования.
25 февраля 1937 года — назначен Председателем Госплана СССР.
17 октября 1937 года — арестован.
28 июля 1938 года — осуждён Военной коллегией Верховного суда СССР по ст. 58-7, 58-8, 58-11 УК РСФСР к высшей мере наказания — смертной казни.
14 марта 1956 года — реабилитирован Военной Коллегией Верховного суда СССР.
Награждён Орденом Ленина.
Жена — Рахиль Ефимовна Нейман, дочь Людмила (род. 1930).
Похоронен, вероятно, на полигоне «Коммунарка». где расстрелян вместе с Вацетисом и Киршоном.

## Публикации
(1929—1937)
- Капитальное строительство в перспективе пятилетнего плана
- К вопросу о методологии планирования капитального строительства
- На пороге второй пятилетки
- План и люди
- Об экономической основе СССР
- Контроль за выполнением плана — важнейшая задача плановых органов